# Nonnula
Genre
Nonnula (f.) est un genre d'oiseaux de la famille des Bucconidae.

## Liste des espèces
D'après la classification de référence (version 2.2, 2009) du Congrès ornithologique international (ordre phylogénique) :
- Nonnula rubecula – Barbacou rufalbin
- Nonnula sclateri – Barbacou de Sclater
- Nonnula brunnea – Barbacou brun
- Nonnula frontalis – Barbacou à joues grises
- Nonnula ruficapilla – Barbacou à couronne rousse
- Nonnula amaurocephala – Barbacou à face rousse